# Osmorhiza intermedia
Osmorhiza intermedia là một loài thực vật có hoa trong họ Hoa tán. Loài này được (Rydb.) Rydb. mô tả khoa học đầu tiên năm 1913.